# Zomkalga-Marancé
Pour les articles homonymes, voir Zomkalga (homonymie).
Ne doit pas être confondu avec Zomkalga-Mossi.
Zomkalga-Marancé est une commune rurale située dans le département de Séguénéga de la province du Yatenga dans la région Nord au Burkina Faso.

## Géographie
Zomkalga-Marancé se trouve à 7 km à l'est du centre de Séguénéga, le chef-lieu du département, et de la route nationale 15.

## Économie
L'économie des villages de Zomkalga-Marancé et Zomkalga-Mossi, traditionnellement agro-pastorale, a été bouleversée par la découverte de filons aurifères au sud du territoire. Leur exploitation artisanale par des orpailleurs ne respectant pas les règles de sécurité a provoqué de graves accidents mortels pendant la saison des pluies, notamment en 2016.

## Santé et éducation
Zomkalga-Marancé accueille un centre de santé et de promotion sociale (CSPS) tandis que le centre médical avec antenne chirurgicale (CMA) se trouve à Séguénéga.
Le village possède une école primaire publique (école A, l'école B étant à Zomkalga-Mossi) et une médersa.